# Paare (Skulptur)

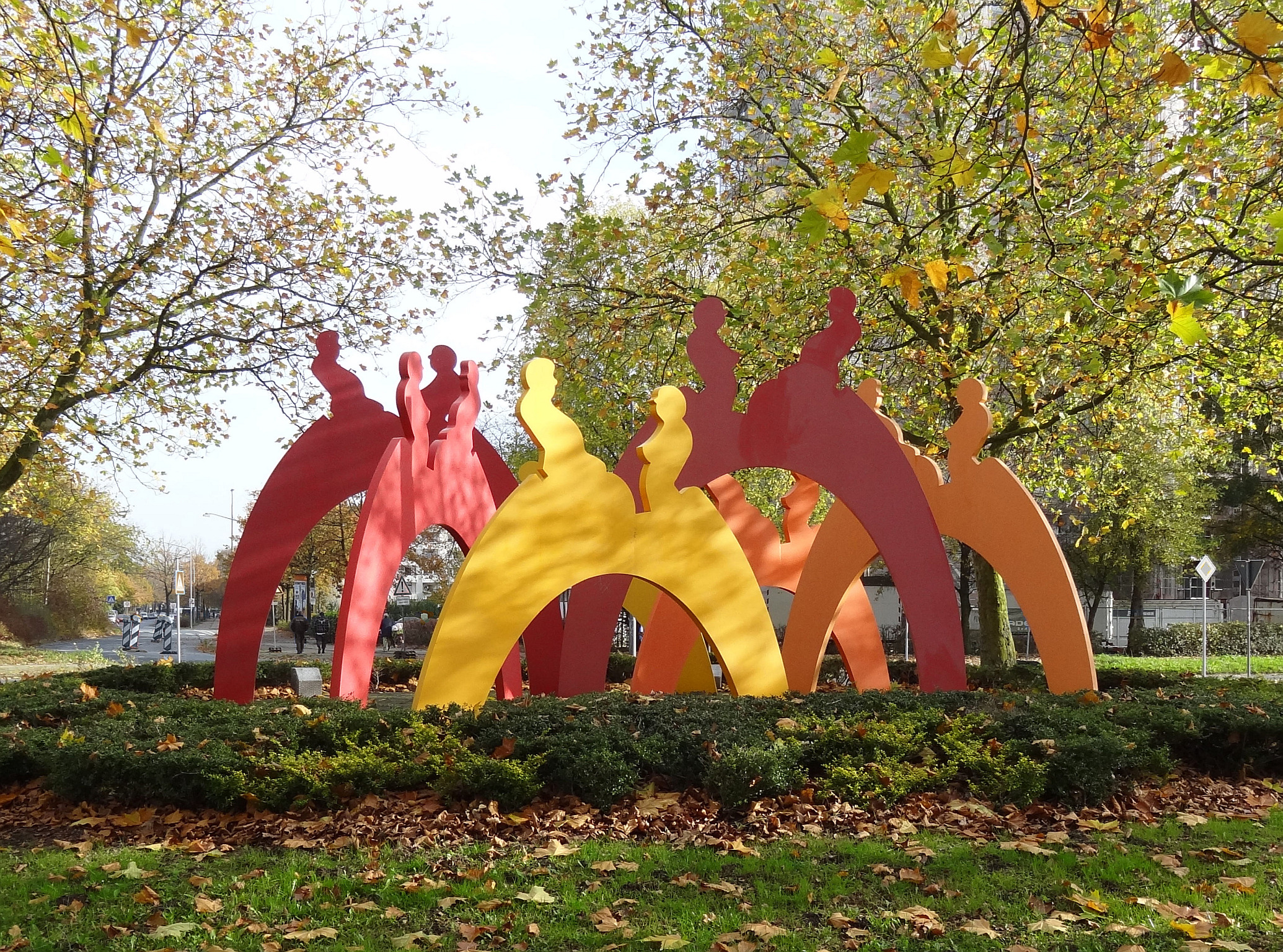
Paare

Die Skulptur Paare in Bremen - Neue Vahr Nord auf der Mittelinsel des Kreisverkehrs am östlichen Ende der August-Bebel-Allee wird in der Liste der Denkmale und Standbilder der Stadt Bremen geführt. 
Die Plastik von 2002 aus Stahl stammt von dem Bildhauer Hans-J. Müller. Der Künstler stellte die Profile von Paaren auf sieben Halbbögen her. Mann und Frau im Gegenüber symbolisieren Gespräch und Miteinander in der Vahr. Die Signalfarben Rot-Gelb-Orange machen das Ensemble zum weit sichtbaren Zeichen im Straßenraum.

Von Müller (* 1952) stammen in Bremen u. a. noch Mensch und Architektur (1988) in Burglesum, Fototermin in Schwachhausen (1988), Der Ausrufer (1988) in Vegesack, Gerhard-Rohlfs-Straße und Mann auf Pyramide (1992) beim BIAS der Universität Bremen.